# Ferdinand Mühlenberg
Ferdinand Mühlenberg (* 12. Dezember 1927) ist ein ehemaliger deutscher Fußballspieler, der für den Meidericher SV 83 Partien in der Oberliga West absolvierte.

## Karriere
Mühlenberg stammte aus der eigenen Jugend des Meidericher SV und rückte 1950 in dessen erste Mannschaft auf. Diese kämpfte in der 2. Liga West um den Aufstieg in die Oberliga West, welche im damals noch regional begrenzten Ligensystem die höchste Spielklasse darstellte. Während der Spielzeit 1950/51 konnte sich Mühlenberg einen Stammplatz in der fünf Spieler umfassenden Offensive erkämpfen und trug unter anderem durch acht eigene Treffer zum Sprung in die erste Liga bei. Am 26. August 1951 erreichte er bei einem 0:0 gegen Schwarz-Weiß Essen sein Oberligadebüt. In der nachfolgenden Zeit konnte er seinen Stammplatz beibehalten und bildete gemeinsam mit Hans Krämer, Paul Hufnagel, Karl Hetzel sowie Kurt Küppers die Angriffsreihe des MSV. Während Hetzel über Jahre als Torjäger in Erscheinung trat und 1951/52 sogar Torschützenkönig wurde, erzielte Mühlenberg allerdings nur selten eigene Treffer.
In der ersten Hälfte der 1950er-Jahre konnte sich Meiderich unter seiner Beteiligung zunächst in der Oberliga etablieren, geriet jedoch am Ende der Saison 1954/55 in akute Abstiegsgefahr. Am letzten Spieltag ließen Mühlenberg und mehrere Mannschaftskollegen beim 0:2 gegen den SV Sodingen zahlreiche Tormöglichkeiten aus, was aufgrund des gleichzeitigen Sieges von Westfalia Herne den Abstieg in die Zweitklassigkeit zur Folge hatte. Für den angestrebten Wiederaufstieg kam mit Hermann Lindemann ein neuer Trainer, der auf junge Spieler setzte und erfahrene Akteure wie Karl Hetzel, Fritz Matzko, Wilhelm Schmidt und auch Mühlenberg nur noch selten aufstellte. Im Verlauf der Spielzeit 1955/56 wurde er insgesamt 14 Mal aufgeboten und bestritt somit rund die Hälfte aller Partien auf dem Weg zum 1956 erreichten direkten Wiederaufstieg. In der darauffolgenden Zeit musste er endgültig einer neuen Spielergeneration den Vortritt lassen und konnte sich in der höchsten Spielklasse nicht mehr durchsetzen. Seine Mannschaftskollegen präsentierten sich dagegen erfolgreich und belegten in den späten 1950er-Jahren regelmäßig einstellige Tabellenplätze. Mühlenberg, der für den Meidericher SV insgesamt 83 Oberligapartien mit sechs Treffern sowie 41 Zweitligaspielen mit neun Torerfolgen bestritten hatte, wurde ab 1958 kein weiteres Mal aufgeboten. Noch bis 1960 war er allerdings Bestandteil des Kaders, womit er insgesamt zehn Jahre der ersten Mannschaft des MSV angehörte.